# Monasterio del Cuervo
El monasterio del Cuervo está situado en el término municipal de Medina Sidonia, en la sierra Blanquilla, dentro del parque natural de los Alcornocales, actualmente en ruinas y rodeado por una densa vegetación. Perteneció a la Orden de los Carmelitas Descalzos. 

## Historia
La obra se inició en 1717 no culminándose hasta el siglo XIX.
En 1999 se intentó construir en hotel con sus restos, pero la presión popular lo evitó. Posteriormente, en 2013 fue declarado Bien de Interés Cultural.

## Estructura
Presentaba planta cuadrada con la iglesia como eje central en torno a la cual se abrían tres grandes patios y las dependencias. La iglesia estaba en el segundo piso al estar en la planta baja la cripta funeraria. Proyectado por fray Bartolomé de San Pablo el sólido conjunto de cantería y granito se elevaría solemne sobre el paisaje abarcando una superficie de unos 2650 metros cuadrados.